# 12号族
12号族（12ごうぞく、英: Family 12）は、サラブレッドの牝系（母系）のひとつで、エクリプス、レキシントン、シンザンなどを輩出した一族である。牝祖は（セドバリー・）ロイヤル・メア（[Sedbury] Royal Mare、1700年頃。セドバリーは付けないこともある。13号族の始祖とは別の馬）。2006年までのイギリスクラシック勝利数は25勝。
上記以外の代表馬にキングストンタウン、ロベルト、イピトンベ、シングスピール、マコン、ラミシオン、ハイセイコー、タニノムーティエ・タニノチカラ、グラスワンダー、ノースフライトがいる。さらにシンザンやテイエムオーシャン、メイヂヒカリなどを含むビューチフルドリーマーの一族も12号族である。近年、日本競馬ではソアリング（12-c）直系の活躍馬が多く、特にダノンシャンティ・ヴィルシーナらのグローリアスソング系が存在感を見せている。
最近進められたmtDNAの解析から、12号族は9号族の一部（9-b, 9-c号族等）と同じD1系統に属すと考えられている。なお、9号族の本来のハプロタイプはA1である。このことはジェネラルスタッドブック編纂時に、12号族に属していた牝馬が誤って9号族に属す牝馬の娘として登録されたことを示唆している。

## 牝系図
- (Sedbury) Royal Mare -- F-No.12
  - Brimmer Mare（Brimmer）
    - Old Hautboy Mare（Old Hautboy）
      - Montagu Mare（Lord D'Arcy's Old Montagu）
        - Whiteshirt Mare（Whiteshirt） -- F-No.12-a
          - D'Arcy's Chestnut Arabian Mare（D'Arcy's Chestnut Arabian）
            - Curwen Bay Barb Mare（Curwen Bay Barb）
              - Greyhound Mare（1723, Greyhound）
                - Grisewood's Lady Thigh（1731, Partner）
                  - Diana（1754, Cullen Arabian） -- F-No.12-b
                  - Cullen Arabian Mare（1749, Cullen Arabian）
                    - Principessa（1762, Blank）
                      - Heinell（1771, Squirrel）
                        - Woodpecker Mare（1788, Woodpecker）
                          - Cobbea（1802, Skyscraper）
                            - Witchery（1814, Sorcerer）
                              - Dulcamara（1818, Waxy）
                                - Salute（1829, Muley）
                                  - Sultan Mare（1836, Sultan）
                                    - May Bell（1853, Hetman Platoff） -- F-No.12-e

                - Meynell（1736, Partber） -- F-No.12-c
                  - Bay Starling（1750, Starling）
                    - Blank Mare（1759, Blank）
                      - Snap Mare（1773, Snap）
                        - Woodpecker Mare（1787, Woodpecker）
                          - Precipitate Mare（1796, Precipitate）
                            - Monimia（1821, Muley）
                              - Hester（1832, Camel）
                                - Hersey（1842, Glaucus） -- F-No.12-d

                - Jenny Spinner（1740, Partner）
                  - Prophetess（1758, Regulus）
                    - Piracantha（1772, Matchem）
                      - Ruler Mare（1786, Ruler）
                        - Walnut Mare（1796, Walnut）
                          - Overton Mare (1802, Overton）
                            - Phantom Mare（1816, Phantom）
                              - Brutandorf Mare（1834, Brutandorf）
                                - Miss Nancy（1845, Cain） -- F-No.12-f

        - Mother Western（1731, Easby Snake）
          - Spilletta（1749, Regulus）
            - Proserpine（1766, Marske）
              - Luna（1779, Herod） -- F-No.12-g